# Анкілозуючий спондилоартрит
Анкілозуючий спондилоартрит (англ. Ankylosing Spondylitis, також
хвороба Марі—Штрюмпеля, хвороба Штрюмпеля—Бехтерєва—Марі, хвороба Бехтерєва) — хронічне системне запальне захворювання сполучної тканини з переважним ураженням суглобів та зв'язкового апарату хребта, а також із залученням до патологічного процесу інших суглобів, периферичної нервової системи та розвитком уражень внутрішніх органів (серця, аорти, нирок, очей), що має схильність до прогресування та розвитку обмеження рухомості хребта за рахунок розвитку анкілозування апофізальних суглобів, кальцифікації зв'язок хребта та формування синдесмофітів.

## Історичні факти
Історія вивчення анкілозуючого спондилоартриту охоплює понад три століття.
- Бернард Коррон (Bernard Corron) 1691 року вперше зробив схематичний патологоанатомічний опис останків кістяка людини, яка хворіла на анкілозуючий спондиліт.
- Автор першого клінічного опису хвороби — Бенджамін Траверс (Benjamin Travers) — 1824 рік.
- Клінічні та патологоанатомічні особливості захворювання висвітлив Чарльз Фагтб (Charles Faggtb) у 1877 році.
- Невролог Володимир Михайлович Бе́хтерєв у 1892 році у роботі «Задерев'янілість хребта і викривлення його як особлива форма захворювання» описав симптоми та рекомендував виділити це захворювання в окрему нозологічну форму.
- 1894 року невропатолог Адольф Штрюмпель довів, що в основі розвитку захворювання лежить хронічний запальний процес у хребті та крижово-клубових з'єднаннях, що надалі призводить до розвитку анкілозування у міжхребцевих та крижово-клубовому суглобах.
- 1898 року П'єр Марі уперше описав ризомелічну форму захворювання.

Термін «анкілозуючий спондилоартрит» уперше запропонував Альберт Френкель у 1904 році, і саме цей термін є найпоширенішим у медичній літературі (у європейських джерелах часто зустрічається термін хвороба Марі-Штрюмпеля, на території колишнього Радянського Союзу — хвороба Бехтерєва).

## Епідеміологічні особливості
Поширеність анкілозуючого спондиліту варіює, та в різних країнах становить, за різними оцінками, від 0,06 до 6 % населення, у представників білої раси захворювання із явними клінічними формами спостерігається від 0,15 до 1,5 % населення (у Польщі від 0,05 до 0,23 %, у Фінляндії частота виявлення складає 0,15 %, у Норвегії — 1,4 %), в Україні частота виявлення анкілозуючого спондилоартриту становить лише 0,032 % через погану діагностику захворювання. Частота виявлення анкілозуючого спондилоартриту корелює із виявленням антигену гістосумісності HLA-B27, який виявляється у 90—95 % усіх хворих анкілозуючим спондилоартритом та у 20—30 % їхніх родичів, при загальній частоті виявлення цього антигену у 7—8 % населення.. Захворювання розвивається переважно у віці 20—40 років (найчастіше 17—25 років), украй рідко після 45 років, та у чоловіків приблизно вп'ятеро частіше, ніж у жінок (згідно інших досліджень, частота захворювання у чоловіків удев'ятеро більша). 8—10 % хворих становлять діти та підлітки від 10 до 15 років (дебют захворювання у дитячому віці може спостерігатися у 25 % хворих).

## Етіологія і патогенез
Етіологія анкілозуючого спондилоартриту залишається невстановленою. Найважливішим фактором ризику розвитку захворювання є сімейна схильність, маркером якої вважається антиген гістосумісності HLA-B27, хоча серед носіїв цього антигену лише 20—50 % осіб хворіють на анкілозуючий спондилоартрит. Згідно із однією з гіпотез розвитку анкілозуючого спондилоартриту, молекула білка, який кодується антигеном HLA-B27, має схожість із антигенними структурами деяких ентеробактерій (зокрема Klebsiella spp., Enterobacter spp., Shigella spp., Yersinia spp.), а також хламідій. Це призводить до того, що молекула білка може проявляти властивості рецептора для антигенів мікроорганізмів, що сприяє появі циркулюючих імунних комплексів та розвитку аутоімунних реакцій при наявності інфекційних чинників, а також інших сприятливих факторів для запуску патологічного процесу — переохолодження, хронічних запальних захворювань травної та сечостатевої систем, травм хребта або кісток таза, а також гормональних порушень. Інша гіпотеза полягає у можливості виникнення аномалій синтезу білка антигену HLA-B27 в ендоплазматичному ретикулумі клітин, накопиченню та деградації змінених молекул білка, що призводить до порушення обміну речовин усередині уражених клітин із надмірним синтезом медіаторів запалення. Розглядається також гіпотеза занесення антигенного матеріалу, особливо ліпополісахаридів клітинної стінки бактерій, через стінку кишки внаслідок підвищеної проникності її, що спостерігається у хворих анкілозуючим спондилоартритом. Ураження суглобів таза, хребта та внутрішніх органів, згідно з даною гіпотезою, пояснюється особливостями кровопостачання даних органів та систем, а також порушенням кровообігу в органах-мішенях цього захворювання.

## Патоморфологія
Патоморфологічні зміни виникають як у кістковій тканині (переважно передніх та передньолатеральних відділах хребців із формуванням реактивного остеїту), так і в тканинах суглобів та ентезисів (місць прикріплень зв'язок, міжхребцевих дисків та капсул суглобів до кісток). Характерним ураженням при анкілозуючому спондилоартриті є запальна ентезопатія із переважним ураженням капсул суглобів та зв'язкового апарату плечових, кульшових та колінних суглобів. Ентезопатії також характерні у місці прикріплення міжхребцевих дисків та зв'язок до тіл хребців. Серед суглобів найчастіше спостерігається ураження крижово-клубових з'єднань із розвитком сакроілеїту, часто уражаються також грудинно-ключичні, реберно-ключичні і реберно-грудинні суглоби, а також лобковий симфіз і симфіз рукоятки грудини. У суглобах розвиваються явища синовіту із вираженим фіброзом синовіальної оболонки та капсули, та поступовою осифікацією хрящових поверхонь суглобів із розвитком анкілозу. У хребті патологічні зміни розпочинаються в поверхневих шарах міжхребцевих дисків із поступовим втягненням у патологічний процес суміжних із ними частин хребців. У тілі хребців розпочинається процес розвитку реактивного остеїту, формуються крайові ерозії та проходить склерозування уражених ділянок кісток. Одночасно проходить також осифікація зв'язкового апарату хребта, що призводить до формування кісткових перемичок між хребцями — синдесмофітів, та поступовим розвитком повної нерухомості хребта і формування так званої «бамбукової палиці» — розвиток повного окостенніння із анкілозом міжхребцевих суглобів. У тілах хребців спостерігається поступовий розвиток остеопорозу із розвитком підвищеної ламкості кісток. Розростання сполучної тканини міжхребцевих дисків може також призводити до руйнування кісткових пластинок сусідніх хребців та їхніх деструкції. При ураженні очей найчастіше спостерігається картина переднього увеїту, іриту або іридоцикліту; при ураженні серцево-судинної системи — явища аортиту, міокардиту, перикардиту, міокардіодистрофії, рідше — недостатність аортального клапану; при ураженні нирок найчастіше спостерігається амілоїдоз нирок, рідше IgA-обумовлена нефропатія. При ураженні дихальної системи найчастіше формується апікальний пневмофіброз, емфізема легень розвивається внаслідок формування кіфозу та ураження реберно-хребцевих суглобів.

## Класифікація
Згідно сучасної класифікації анкілозуючого спондилоартриту, виділяють три форми захворювання — центральну, яка проявляється ураженням хребта і осьових суглобів (плечових та кульшових) без втягнення у патологічний процес периферичних суглобів; периферичну форму, при якій у патологічний процес втягнуті периферичні суглоби, та у меншому ступені хребет і центральні суглоби; і вісцеральна форма, що проявляється ураженням внутрішніх органів у поєднанні з ураженням суглобів та хребта. Раніше виділяли також ризомелічну форму захворювання (ураження хребта та осьових суглобів, центральна форма згідно старої класифікації включала виключно ураження хребта) та скандинавську форму, що включала у себе ураження хребта та дрібних суглобів китиць. Згідно останньої класифікації, ризомелічна форма включена до центральної, а скандинавська форма виключена із класифікації, оскільки при проведенні диференціальної діагностики цієї форми захворювання встановлено, що під її виглядом частіше перебігали різноматні форми реактивних артритів. Класифікують анкілозуючий спондилоартрит також по формах перебігу захворювання — повільно прогресуючий перебіг, повільно прогресуючий перебіг із періодами загострення, швидко прогресуючий перебіг та септичний варіант (із гострим початком, гарячкою та швидким розвитком уражень внутрішніх органів); по стадіях — І, або початкова — з незначними рентгенологічними змінами в хребті та суглобах та помірним обмеженням рухів у хребті та суглобах, ІІ або помірна — з помірним обмеженням рухів у хребті та суглобах та початковими явищами анкілозування суглобів або у хребті, ІІІ, або пізня — із значними рентгенологічними змінами та значним обмеженням рухів у хребті та суглобах; по активності захворювання — І (мінімальна), ІІ (помірна) та ІІІ (виражена) стадії згідно лабораторних показників та вираженості болю в суглобах та хребті; та згідно функціональної недостатності суглобів — І, ІІ та ІІІ ступеня згідно вираженості функціональних порушень суглобів та хребта.

## Клінічні ознаки
Початок захворювання характеризується поступовою появою проявів, та найчастіше спостерігається у віці від 15 до 30 років, початок захворювання після 40 років нетиповий. Найчастіше при анкілозуючому спондилоартриті початковими скаргами хворих є болі в крижовій ділянці, сідницях, задній поверхні стегна, іноді може спостерігатися атрофія сідничних м'язів. Часто при анкілозуючому спондилоартриті в ранній стадії у хворих є скарги на біль та скованість рухів у поперековому відділі хребта. Зрідка, переважно в дітей та підлітків, дебют анкілозуючого спондилоартриту може перебігати із підвищенням температури тіла, загальною слабістю та підвищеною втомлюваністю, втратою апетиту та зниженням маси тіла.  
Поступово, у міру прогресування захворювання відбувається посилення больового синдрому та зменшення рухливості у хребті в кількох площинах — пацієнту важко робити нахил як уперед, так і назад, а також робити нахил убік. Із прогресуванням захворювання з'являються болі і зниження рухливості в кульшових суглобах, а також порушення ходи. Ураження грудного відділу хребта характеризується болями, які іррадіюють по ходу ребер. Паралельно проходить формування анкілозів як міжхребцевих з'єднань, так і в грудино-реберних суглобах, що призводить до різкого зниження рухливості грудної клітки та зменшення об'єму дихальних рухів. Із прогресуванням захворювання зникає також поперековий лордоз; знижується рухливість у шийному відділі хребта, що проявляється затрудненням повороту голови убік, та болючістю при рухах голови; формується сутулість у грудному відділі хребта. Характерною для хворих анкілозуючим спондилоартритом є так звана «поза просителя» — голова нахиляється вперед із наближенням підборіддя до грудини, збільшується випуклість грудного відділу хребта дозаду та з'являється сутулість у хребті, руки зігнуті в ліктьових суглобах, ноги зігнуті в колінних суглобах. З уражень суглобів для анкілозуючого спондилоартриту найхарактернішим є сакроілеїт (ураження крижово-клубових з'єднань), часто також спостерігається ураження колінних, кульшових та гомілково-ступневих суглобів. Рідше спостерігається ураження плечових, скронево-нижньощелепних, грудино-ключичних та грудино-реберних суглобах, дрібних суглобах верхніх кінцівок, може спостерігатися також ураження лобкового симфізу. Частим ураженням є також ентезопатії у місці прикріплення до п'яткової кістки ахіллового сухожилка та підошвеного апоневрозу. Навіть при незначних травмах хребта у хворих анкілозуючим спондилоартритом можуть спостерігатися переломи та вивихи хребта, у тому числі із розвитком квадриплегії, або ураженням тазових нервів із нетриманям сечі та імпотенцією. Приблизно у третини хворих, частіше жінок, спостерігаються ураження периферичної нервової системи — полінейропатії, радикулопатії, невралгія трійчастого або лицевого нерва, синдром метакарпального каналу, синдром каналу Гуйона та інші ураження.
При анкілозуючому спондилоартриті часто спостерігаються позасуглобні прояви. Згідно спостережень, проведених за групою пацієнтів в Україні, вісцеральні ураження спостерігалися у 74 % хворих. Частим позасуглобовим ураженням є ураження органа зору. Характерним є розвиток переднього увеїту, іритів і іридоциклітів. Згідно даних закордонної літератури, ураження очей спостерігаються у 10—30 % хворих, згідно спостережень в Україні — у 7 % випадків. Найчастішим ураженням є гострий передній увеїт, який може бути навіть першим проявом анкілозуючого спондилоартриту. При несвоєчасному лікуванні можливі ускладнення увеїту у вигляді синехій зіниці, вторинної глаукоми та катаракти. Ураження з боку серцево-судинної системи, за даними зарубіжної літератури, спостерігаються у 20—22 % випадків захворювань анкілозуючим спондилоартритом (згідно даних українських спостережень, ураження серцево-судинної системи спостерігалися у 63 % хворих) Найчастіше з уражень спостерігаються аортит (запалення стінки аорти), міокардит, перикардит, при тривалому важкому перебігу захворювання може формуватися недостатність аортального клапану, а також повна атріовентрикулярна блокада із розвитком приступів Морганьї-Едемса-Стокса[./Анкілозуючий_спондилоартрит#cite_note-FOOTNOTEМазуров2005170-8 [8]] (згідно даних літератури, порушення провідності спостерігаються у 19 % хворих). У частини хворих також спостерігається ураження магістральних артерій, найчастіше у вигляді стенозування. Ураження нирок, згідно даних зарубіжної літератури, спостерігається у 5—31 % випадків захворювання. Найчастіше спостерігається амілоїдоз нирок, при прогресуванні якого можуть спостерігатися периферичні набряки, вторинна гіпертензія, анемія та ниркова недостатність (згідно даних українських спостережень, ураження нирок спостерігалися у 31 % випадків). Іншим проявом уражень нирок при анкілозуючому спондилоартриті є IgA-нефропатія, симптомами якої найчастіше є протеїнурія та мікрогематурія, рідше макрогематурія, перебіг цього ураження нирок переважно доброякісний, але ймовірне прогресування захворювання із формуванням ниркової недостатності. Ураження легень найчастіше спостерігається у вигляді емфіземи легень, що є наслідком зниження рухомості грудної клітки. При анкілозуючому спондилоартриті може також спостерігатися верхівковий пневмофіброз, який спостерігається у 3—4 % випадків захворювання.

## Діагностика
Анкілозуючий спондилоартрит у початковій стадії захворювання у більшості випадків не виявляється при класичній рентгенографії, більш інформативними методами на першій стадії захворювання є магнітно-резонансна томографія та комп'ютерна томографія, які застосовуються рідше у зв'язку із відсутністю настороженості до ймовірності виявлення анкілозуючого спондилоартриту та дороговартісністю цих видів обстежень. Найбільш ранньою ознакою анкілозуючого спондилоартриту при проведенні рентгенографії є ураження крижово-клубового з'єднання, що проявляється у вигляді двобічного сакроілеїту. Найбільш ранньою ознакою ураження хребта при анкілозуючого спондилоартриту є передній спондиліт, при якому початок патологічного процесу характеризується виникненням ерозій кісткової тканини у верхніх та нижніх передніх кутах тіл хребців із виникненням навколо ерозій зони склерозування кісткової тканини, а також виникнення так званої «квадратизації» хребців — осифікації передньої поздовжньої зв'язки хребця та порушенням нормальної вигнутості хребця. Подальше прогресування захворювання призводить до формування розростань зовнішнього шару міжхребцевих дисків із їхньою осифікацією та формування кісткових мостиків між хребцями, що називаються синдесмофітами. На рентгенограмах вигляд хребта, ураженого анкілозуючим спондилоартритом, називається «бамбуковою палицею». Із прогресуванням захворювання у хребцях можуть спостерігатися явища остеопорозу, у інших кістках можуть спостерігатися вогнища деструкції кісткової тканини (часто в місці прикріплення до п'яткової кістки ахіллового сухожилка), периостит та ділянки появи остеосклерозу. При рентгенографії суглобів спостерігаються явища осифікації капсул суглобів із розвитком остеосклерозу і остеофітів із поступовим розвитком анкілозування суглобу (частіше такі явища спостерігаються у кульшових суглобах), або явища ерозивного артриту (частіше із локалізацією в суглобах стоп). При відсутності рентгенологічних даних із наявністю клінічних ознак анкілозуючого спондилоартриту хворим рекомендовано провести сцинтиграфію кісток із технецію-99 пірофосфатом.
При лабораторному обстеженні найчастіше спостерігається підвищення ШОЕ до 30—60 мм/год, підвищення рівня C-реактивного білку, сіалової кислоти, фібриногену, α1-глобуліну, α2-глобуліну та γ-глобуліну, може також спостерігатися гіпохромна анемія. При високому ступені активності процесу характерно підвищення рівня у крові циркулюючих імунних комплексів та імуноглобулінів М та G. Виявлення ревматоїдного фактора при анкілозуючому спондилоартриті нехарактерно, і може спостерігатися лише при втягненні до патологічного процесу периферичних суглобів. При ураженні нирок у аналізі сечі спостерігається мікрогематурія та протеїнурія, рідше макрогематурія, при прогресуванні захворювання при біохімічному обстеженні спостерігається підвищення концентрації в крові сечовини та креатиніну із розвитком ниркової недостатності.

## Лікування
Лікування хворих анкілозуючим спондилоартритом повинно бути комплексним, тривалим та систематичним. У лікуванні анкілозуючого спондилоартриту важливе місце займають наступні складові: медикаментозна терапія, кінезитерапія та фізіотерапія.

### Медикаментозна терапія
У медикаментозній терапії анкілозуючого спондилоартриту виділяють симптом-модифікуючу терапію, хворобо-модифікуючу терапію та препарати біологічної дії.
До симптом-модифікуючої терапії анкілозуючого спондилоартриту відносяться наступні групи препаратів: нестероїдні протизапальні препарати та анальгетики, міорелаксанти і глюкокортикоїди (як місцевої, так і системної дії).
Серед нестероїдних протизапальних препаратів найчастіше застосовуються як місцево, так і системно диклофенак, індометацин, мелоксикам, ацеклофенак, німесулід. Саме нестероїдні протизапальні препарати є препаратами першої лінії для лікування анкілозуючого спондилоартриту у зв'язку із відсутністю етіотропної терапії та незначним впливом хворобо-модифікуючої терапії на перебіг захворювання. Застосування анальгетиків (фенілбутазон) наразі обмежене у зв'язку з їхньою нижчою ефективністю та більшою токсичністю в порівнянні з нестероїдними протизапальними препаратами.
До симптом-модифікуючої терапії відноситься також застосування глюкокортикоїдів, як системно (перорально та ін'єкційно), так і місцево (внутрішньосуглобово). Найчастіше терапія глюкокортикоїдними гормонами застосовується при септичному варіанті анкілозуючого спондилоартриту, а також при позасуглобових ураженнях. Серед глюкокортикоїдів найчастіше застосовується преднізолон перорально, при потребі парентерального застосування може застосовуватися метилпреднізолон внутрішньовенно у вигляді пульс-терапії (по 1000 мг препарату на добу протягом 3 діб). При ураженні периферичних суглобів може застосовуватися внутрішньосуглобове введення глюкокортикоїдів. Для внутрішньосуглобового застосування найчастіше використовуються гідрокортизон, триамцинолон, метилпреднізолон та бетаметазон. Окрім цього, як симптом-модифікуючі препарати застосовуються міорелаксанти — толперизон та тизанідин.
До хворобо-модифікуючої терапії при анкілозуючому спондилоартриті застосовуються протиревматичні препарати, які по механізму своєї дії відносяться до імунодепресантів — метотрексат, лефлуномід, сульфасалазин, салазопіридазин, рідше застосовуються азатіоприн та хлорбутин. Ці препарати застосовуються переважно у хворих без системних проявів захворювання, та із низькою чутливістю до дії нестероїдних протизапальних препаратів.
 
Наразі найсучаснішими препаратами для лікування анкілозуючого спондилоартриту є біологічні препарати, які відносяться до груп інгібіторів фактору некрозу пухлини та інгібіторів розчинного рецептора інтерлейкіну-1. Біологічні препарати здійснюють більш селективний та значно сильніший вплив, направлений на зниження синтезу медіаторів запалення в організмі. До інгібіторів фактору некрозу пухлини відносяться інфліксимаб, етанерцепт, адалімумаб та цертолізумабу пегол. До інгібіторів рецепторів інтерлейкіну відноситься препарат ритуксимаб.

### Фізіотерапевтичне лікування
Фізіотерапевтичне лікування при анкілозуючого спондилоартриту рекомендовано при активності захворювання І—ІІ ступеня або в періоди ремісії захворювання. З фізіотерапевтичних процедур частіше застосовуються теплові процедури — парафінотерапія, озокеритотерапія, грязелікування, сауна. Для запобігання розвитку контрактур та атрофії м'язів застосовуються індуктотермія, електрофорез із лідазою або димексидом, ультразвукова терапія із гідрокортизоном, магнітотерапія. У період ремісії або поступового зниження активності захворювання хворим рекомендовано також санаторно-курортне лікування із сірководневими та радоновими ваннами. Із курортів України рекомендовано Одесу, Євпаторію, Саки, Слов'янськ; із зарубіжних курортів — П'ятигорськ та Цхалтубо. Для запобігання атрофії м'язів кінцівок застосовують також масаж. Застосовують також ортопедичні методи лікування анкілозуючого спондилоартриту, такі як витяжка хребта та накладання реклінуючих корсетів.

### Кінезитерапія
Кінезитерапія при анкілозуючому спондилоартриті застосовується для збереження рухливості хребта, розвантаження хребта та активацію діафрагмального дихання. Хворі анкілозуючим спондилоартритом, які ведуть активний спосіб життя та займаються фізичними вправами, можуть значно продовжити свою працездатність та відтягнути у часі початок можливих ускладнень хвороби. Хворим анкілозуючим спондилоартритом рекомендовано заняття лікувальною фізкультурою (із поступовим початком) 2—3 рази на добу. Хороший ефект дають для хворих плавання в басейні, лижні прогулянки; протипоказані навантаження на спину, шию і груди, підйом тягарів, стрибки та біг. Рекомендована хворим також дихальна гімнастика.

### Оперативне лікування анкілозуючого спондилоартрита
Оперативне лікування при анкілозуючому спондилоартриті проводиться при анкілозі кульшового суглобу при функціональній недостатності суглобу ІІІ ступеня. Основним видом оперативного лікування при анкілозуючому спондилоартриті є ендопротезування кульшових суглобів, що дозволяє значно покращити функцію уражених суглобів. Як допоміжна операція у хворих анкілозуючим спондилоартритом при ураженні колінних суглобів проводиться синовектомія колінного суглобу із видаленням патологічно зміненого шару синовіального шару суглобової капсули, що призупиняє розвиток запалення і деструкції суглобового хряща і субхондріальної кісткової тканини.

## Профілактика
У профілактиці розвитку та прогресування анкілозуючого спондилоартриту важливе місце займає профілактика деформації хребта. Хворим необхідно дотримуватися правильної пози у вертикальному положенні тіла. Постіль хворого повинна бути жорсткою. На початкових стадіях хвороби подушку або валик під шию слід прибрати (щоб уникнути розвитку шийного лордозу), згодом допустима тонка подушка. Спати хворий повинен на спині або на животі. Для зменшення прогресування захворювання хворий має щоденно виконувати дихальні та фізичні вправи. На відміну від інших захворювань опорно-рухового апарату, хворі анкілозуючим спондилоартритом звільняються від роботи лише у випадку максимальної активності захворювання та вираженості больового синдрому в хребті або суглобах. Усім хворим рекомендується відмовитися від куріння у зв'язку із зменшенням у курців об'єму дихальних рухів, що у хворих на анкілозуючий спондилоартрит може призвести до швидкого розвитку уражень легень.

## Прогноз
Прогноз при анкілозуючому спондилоартриті у більшості випадків є сприятливим для життя, за винятком випадків розвитку амілоїдозу нирок, який надалі може призвести до формування у таких хворих ниркової недостатності. При ранньому встановленні діагнозу та адекватному лікуванні хворі анкілозуючим спондилоартритом тривалий час можуть зберігати працездатність. При швидкому прогресуванні захворювання, рецидивному перебігу, неадекватному лікуванні та резистентності до терапії у пацієнтів з анкілозуючим спондилоартритом формується стійка втрата працездатності. При стійкій втраті працездатності у таких хворих за висновком медико-соціальних експертних комісій відповідно до ступеня важкості захворювання може встановлюватись відповідно І, ІІ або ІІІ групи інвалідності.

## Видатні особистості, що хворіли на анкілозуючий спондилоартрит
- Тайванський музикант і кіноактор Джей Чоу.
- Радянський письменник Микола Островський, автор роману «Як гартувалася сталь».[32]
- Англійський поет Саймон Армітедж[en].[33]
- Чемпіон світу з шахів Володимир Крамник.[34]
- Чеський письменник Карел Чапек.[35]
- Колишній прем'єр-міністр Норвегії та чинний Генеральний секретар НАТО Єнс Столтенберг.[36]
- Тренер збірної Англії з футболу в 1947—1963 роках Волтер Вінтерботтом.[37]
- Гітарист групи Mötley Crüe Мік Марс[en][38]
- Колишній капітан англійської команди з гри в крикет Майк Атертон[en].[39][40]
- Британський комедійний актор Лі Герст[en].[41]
- Колишній автор і редактор «Saturday Review» Норман Казінс[en].[42]
- Колишній шотландський снукерист Кріс Смолл[en].[43]
- Колишній бейсболіст Ріко Бронья[en].[44]
- Лідер харківської, пізніше петербурзької рок-групи «Разные Люди» Олександр Чернецький[ru].[45]
- Російський соціолог і політолог Олександр Тарасов.[46]
- Поет, паліндроміст Дмитро Аваліані[ru].[47]
- Вокаліст групи «Imagine Dragons» Ден Рейнольдс.